# Rise Records
Rise Records es una casa discográfica creada en Oregón, Estados Unidos, en el año 1991, por Craig Ericson.

## Historia
Ericson lanzó un pequeño número de copias en formato "7 de un par de bandas antes de poner la etiqueta en pausa para asistir a la universidad. En el 1999, Craig se trasladó a Portland, Oregón, donde comenzó su discográfica. El año 2000, cuando Craig y su pequeña discográfica lanzaron un álbum para la banda One Last Thing. 
Rise Records acoge a bandas que luego firman con una casa paralela de mayor éxito, véase Ever We Fall, Fear Before the March of Flames, Drop Dead, Gorgeous, Breathe Carolina y The Devil Wears Prada. Además, Rise ha firmado con bandas "veteranas" como Bleeding Through, From First To Last, The Bled y This Is Hell.
La casa, además, es afiliada con Alternative Distribution Alliance (ADA). Una organización discográfica que distribuye los álbumes de las bandas mundialmente a través de Warner Music y en pequeña parte por Sub Pop Records.

## Velocity Records
Velocity Records es una subdivisión de Rise, creada el 3 de febrero del 2010, su dueño es Dave Shapiro (exbaterista de Cinematic Sunrise). Esta pequeña casa tiene contrato con las bandas A Loss for Words, Abandon All Ships, The Air I Breathe, Secrets y Woe, Is Me.

## Artistas

### Artistas actuales
| - PVRIS - The Silence Kills - Abandon All Ships - Angels And Airwaves - Attack Attack! - Bleeding Through - Blessthefall - Cane Hill - Cheap Girls - The Color Morale - Chelsea Grin - Crown The Empire - Daytrader - Dance Gavin Dance - Decoder - Dream On, Dreamer - Emarosa - Emily's Army - For the Fallen Dreams - Hands Like Houses - Hot Water Music - In Fear and Faith - Issues - Jonny Craig - Legend - Man Overboard | - Memphis May Fire - Miss May I - Of Mice & Men - Piebald - The Plot In You - Polyphia - Royal Coda - Secrets - Sevendust - Sharks - Sum 41 - Ten After Two - That's Outrageous! - This Is Hell - The Acacia Strain - Thousand Below - Transit - Hacktivist - Issues - Woe, Is Me - Your Demise |

### Artistas anteriores
Activos
| - American Me - At the Throne of Judgment - Before Their Eyes - Breathe Carolina - Dead and Divine - The Devil Wears Prada - Drop Dead, Gorgeous - Fire from the Gods | - It Prevails - Like Moths to Flames - Oceana - PMtoday - Recon - Scarlett O'Hara - Sleeping With Sirens - The Plot in You - Those Who Lie Beneath - Tides of Man - Attack Attack! |

Inactivos
| - The 6-Minute Heartstop - A Different Breed of Killer - A Fall Farewell - The Bled - Burden of a Day - Catherine - Clarity Process - Continuance - Coretta Scott - Crosstide - Day of Less - Divit - The Red Shore - Dualesc - Ever We Fall - Every Bridge Burned - Everyday Victory - Farewell My Enemy - Fear Before - Five Minute Ride - From First to Last - Ghost Runner on Third - The Great Anti-Listen - Here I Come Falling - Highwire Days | - In:Aviate - Isles & Glaciers - K Through Six - Life Before This - Lonely Kings - Longshot - MSWHITE - Of Machines - One Last Thing - Orange Island - Paint By Numbers - The Secludes - Jair Aldridge Project - Slydog - Small Towns Burn a Little Slower - The Solo Project - Still Life Projector - Take The Crown - Ten Falls Forth - Tenpin - Thirty-Two Frames - Up to Here - Watch It Burn - Watchout! There's Ghosts - The Years Gone By |